# Codice d'onore (film 1948)
Codice d'onore è un film del 1948, diretto dal regista John Farrow.

## Trama
Il giovane tenente Rockwell Gilman deve compiere un'azione bellica in Tunisia in supporto al suo comandante, il capitano Daniels. A causa di un'esplosione perde i sensi e quando entra in azione è troppo tardi: il capitano ci rimette la vita. Il tenente ne è sconvolto e cambia carattere. Gilman si reca in visita alla sua vedova. I due finiscono per innamorarsi e lei lo incoraggia ad andare a West Point come istruttore. Gilman, diventato capitano, si dimostra tanto duro con gli allievi da dover affrontare le accuse di una commissione d'inchiesta esterna, che minaccia di screditare e distruggere l'accademia, e di deferirlo alla corte marziale.